# Matheus Lima Magalhães
Matheus Lima Magalhães (Belo Horizonte, 29 maart 1992) – voetbalnaam Matheus – is een Braziliaans voetballer die speelt als doelman. In juli 2025 verruilde hij SC Braga voor Rode Ster Belgrado. Zijn vier jaar oudere broer Moisés Lima Magalhães is eveneens voetballer.

## Clubcarrière

### América Mineiro
Matheus sloot zich op dertienjarige leeftijd aan bij de jeugd van América Mineiro. Nadat hij in 2011 samen met zijn club de titel pakte bij het jeugdteam onder de twintig jaar, promoveerde hij voor het seizoen 2012 naar de hoofdmacht van América Mineiro, op dat moment uitkomend in de Série B. Hij maakte op 19 september 2012 zijn debuut in het eerste elftal, toen op bezoek bij Bragantino met 2–0 verloren werd. Tijdens deze wedstrijd viel hij in de vijftigste minuut in voor Fábio Júnior Pereira na een rode kaart van eerste doelman Neneca. Vanaf het seizoen 2013 had Matheus een vaste basisplaats bij América Mineiro.

### SC Braga
In juni 2014 maakte de doelman de overstap naar het Portugese SC Braga en ondertekende er een contract voor vijf seizoenen. Waar hij in zijn eerste seizoen nog grotendeels eerste keuze onder de lat was, keepte hij de twee jaargangen erna voornamelijk in het bekertoernooi en de UEFA Europa League en moest hij José Marafona voor zich dulden in de pikorde. Vanaf de zomer van 2017 was Matheus weer eerste doelman. In maart 2018 verlengde de Braziliaan zijn nog anderhalf jaar lopende verbintenis met vier seizoenen tot medio 2023. In april 2022 werd zijn contract opnieuw opengebroken en ditmaal verlengd tot en met het seizoen 2026/27.

### Verhuur aan Ajax
In de winterstop van het seizoen 2024/25 huurde Ajax de doelman voor een half jaar, met een optie tot koop. Hij debuteerde voor Ajax op 23 februari tegen Go Ahead Eagles door een blessure van eerste keeper Remko Pasveer. Hij werd in eerste instantie niet ingeschreven voor de UEFA Europa League, maar door een uitzonderingsregel kon de doelman later toch in die competitie spelen voor Ajax. Hij kwam tot tien officiële optredens voor Ajax; aan het einde van het seizoen besloot de club om niet over te gaan tot aankoop van de doelman.

### Rode Ster Belgrado
Na elf jaar vertrok Matheus definitief bij SC Braga. Rode Ster Belgrado nam Matheus voor ruim een miljoen euro over en contracteerde hem voor drie seizoenen.

## Clubstatistieken
| Seizoen | Club               | Competitie    | Competitie | Competitie | Beker | Beker | Internationaal | Internationaal | Totaal | Totaal |
| Seizoen | Club               | Competitie    | Wed.       | Dlp.       | Wed.  | Dlp.  | Wed.           | Dlp.           | Wed.   | Dlp.   |
| ------- | ------------------ | ------------- | ---------- | ---------- | ----- | ----- | -------------- | -------------- | ------ | ------ |
| 2012    | América Mineiro    | Série B       | 4          | 0          | 0     | 0     | —              | —              | 4      | 0      |
| 2013    | América Mineiro    | Série B       | 34         | 0          | 2     | 0     | —              | —              | 36     | 0      |
| 2014    | América Mineiro    | Série B       | 23         | 0          | 3     | 0     | —              | —              | 26     | 0      |
| 2014/15 | SC Braga           | Primeira Liga | 23         | 0          | 0     | 0     | —              | —              | 30     | 0      |
| 2015/16 | SC Braga           | Primeira Liga | 3          | 0          | 9     | 0     | 12             | 0              | 24     | 0      |
| 2016/17 | SC Braga           | Primeira Liga | 6          | 0          | 5     | 0     | 4              | 0              | 15     | 0      |
| 2017/18 | SC Braga           | Primeira Liga | 34         | 0          | 3     | 0     | 12             | 0              | 49     | 0      |
| 2018/19 | SC Braga           | Primeira Liga | 3          | 0          | 0     | 0     | 2              | 0              | 5      | 0      |
| 2019/20 | SC Braga           | Primeira Liga | 29         | 0          | 4     | 0     | 8              | 0              | 41     | 0      |
| 2020/21 | SC Braga           | Primeira Liga | 32         | 0          | 7     | 0     | 6              | 0              | 45     | 0      |
| 2021/22 | SC Braga           | Primeira Liga | 32         | 0          | 2     | 0     | 11             | 0              | 45     | 0      |
| 2022/23 | SC Braga           | Primeira Liga | 32         | 0          | 6     | 0     | 7              | 0              | 45     | 0      |
| 2023/24 | SC Braga           | Primeira Liga | 34         | 0          | 2     | 0     | 12             | 0              | 48     | 0      |
| 2024/25 | SC Braga           | Primeira Liga | 17         | 0          | 3     | 0     | 11             | 0              | 31     | 0      |
| 2024/25 | → Ajax             | Eredivisie    | 9          | 0          | 0     | 0     | 1              | 0              | 10     | 0      |
| 2025/26 | Rode Ster Belgrado | Superliga     | 0          | 0          | 0     | 0     | 0              | 0              | 0      | 0      |
| Totaal  | Totaal             | Totaal        | 315        | 0          | 46    | 0     | 86             | 0              | 447    | 0      |

Bijgewerkt op 1 juli 2025.

## Erelijst
| Taça de Portugal | 2 | 2015/16, 2020/21 |
| Taça da Liga     | 2 | 2019/20, 2023/24 |